# 12059 du Châtelet
(12059) du Châtelet, denumire internațională (12059) du Chatelet, este un asteroid din centura principală de asteroizi.

## Descriere
12059 du Châtelet este un asteroid din centura principală de asteroizi. A fost descoperit pe 1 martie 1998 la Observatorul La Silla de Eric Walter Elst. Asteroidul prezintă o orbită caracterizată de o semiaxă mare de 2,54 ua, o excentricitate de 0,18 și o înclinație de 4,1° în raport cu ecliptica.